# Hartshorne (Derbyshire)
Pour les articles homonymes, voir Hartshorne.
Hartshorne est une paroisse civile et un village du Derbyshire, en Angleterre.